# Wojciech Korsak
Wojciech Korsak (ur. 12 lipca 1894 w Bardziłowiczach, zm. 21 grudnia 1965 w Leicester) – podpułkownik dyplomowany piechoty Wojska Polskiego, działacz niepodległościowy, kawaler Orderu Virtuti Militari.

## Życiorys
Urodził się 12 lipca 1894 w majątku Bardziłowicze, w ówczesnym powiecie drysieńskim, guberni witebskiej, w rodzinie Piotra h. Korsak (zm. 1922), i Leontyny z Romanowskich .
W 1916 wstąpił do Włodzimierskiej Szkoły Wojskowej w Petersburgu. W 1917 służył w baonie Lejb Gwardii Pawłowskiego, I Korpusu Polskiego, 3 kompanii, 2 legii rycerskiej. Gdy stało się to tylko możliwe, wstąpił do Wojska Polskiego i służył w II Korpusie w Krzemieńcu Polskim. W 1918, jako ułan walczył w partyzanckim oddziale por. Pruszaka, następnie został wcielony do I Korpusu gen. Dowbora-Muśnickiego, aby pod koniec roku znaleźć się w Samoobronie Litwy i Białorusi z ogólnym dowództwem w Wilnie.
Od 9 stycznia 1919 do jesieni 1927 pełnił służbę w Mińskim Pułku Strzelców, który 1 października 1921 został przemianowany na 86 Pułk Piechoty. W pułku zajmował kolejne stanowiska służbowe: dowódcy 1. kompanii w I batalionie (od stycznia 1919), dowódcy III batalionu „szturmowego” (od maja 1919), komendanta Kadry Batalionu Zapasowego w Wilnie (1923), komendanta składnicy wojennej (1924) i dowódcy I batalionu (1925). 9 marca 1919, w czasie wojny z bolszewikami wyróżnił się męstwem w obronie Słonima, za co później został odznaczony Orderem Virtuti Militari. W 1921 pełnił służbę w sztabie Wojsk Litwy Środkowej. W latach 1922–1927 był dowódcą batalionu w 86 Pułku Piechoty stacjonującym w Mołodecznie i Kraśnem nad Uszą. 3 maja 1922 został zweryfikowany w stopniu kapitana ze starszeństwem z 1 czerwca 1919 i 526. lokatą w korpusie oficerów piechoty, a 1 grudnia 1924 został mianowany majorem ze starszeństwem z 15 sierpnia 1924 i 161. lokatą w korpusie oficerów piechoty. W listopadzie 1927 został przeniesiony do 85 Pułku Piechoty w Nowej Wilejce na stanowisko komendanta obwodowego Przysposobienia Wojskowego. 23 grudnia 1929, po ukończeniu kursu próbnego i odbyciu wymaganego stażu liniowego, został powołany na dwuletni kurs 1929/31 do Wyższej Szkoły Wojennej w Warszawie. Z dniem 1 września 1931, po ukończeniu kursu i otrzymaniu dyplomu naukowego oficera dyplomowanego, został przeniesiony do 56 Pułku Piechoty Wielkopolskiej w Krotoszynie na stanowisko dowódcy batalionu. W maju 1933 został przeniesiony do 29 Pułku Strzelców Kaniowskich w Kaliszu na stanowisko dowódcy III batalionu. W sierpniu 1935 został przeniesiony do Powiatowej Komendy Uzupełnień Kalisz na stanowisko komendanta. Od 1936 do 1939 pełnił służbę w Komendzie Rejonu Uzupełnień Nowy Sącz na stanowisku komendanta rejonu uzupełnień. W 1939 został internowany w obozie na terenie Rumunii, skąd uciekł i przedarł się do tworzącej się Armii Polskiej we Francji, następnie do Wielkiej Brytanii. W 1940 we Francji był szefem sztabu 11 Pułku Piechoty. W listopadzie 1940 został dowódcą 6. kompanii 20 Batalionu Kadrowego Strzelców, a od 1 grudnia 1941 był zastępcą dowódcy 2. kompanii strzeleckiej II Oficerskiego Baonu Szkolnego należącego do Brygady Szkolnej.
Wojciech Korsak od 25 stycznia 1923 był żonaty z Ireną hr. Brzostowską h. Strzemię (1897–1977), z którą miał dwóch synów: Jana Janusza (1924–1993) i Andrzeja Michała Ziemowita ps. „Żuraw”, żołnierza Pułku AK „Baszta” w czasie powstania warszawskiego .
Po wojnie pozostał na emigracji w Wielkiej Brytanii. W 1956 dołączyła do niego żona Irena. Zamieszkali w Leicester. Zmarł na zawał serca 21 grudnia 1965. Żona zmarła 8 maja 1977 w Gdańsku.

## Ordery i odznaczenia
- Krzyż Srebrny Orderu Wojskowego Virtuti Militari nr 4096 – 1922[24][25][26]
- Krzyż Niepodległości z Mieczami – 7 lipca 1931 „za pracę w dziele odzyskania niepodległości”[27][28][29]
- Krzyż Walecznych dwukrotnie[30][31]
- Złoty Krzyż Zasługi – 10 listopada 1938 „za zasługi w służbie wojskowej”[32][33][34]
- Krzyż Zasługi Wojsk Litwy Środkowej – 3 marca 1926[35][36]
- Medal Pamiątkowy za Wojnę 1918–1921[37]
- Medal Dziesięciolecia Odzyskanej Niepodległości[37]
- Medal Wojska dwukrotnie[2]
- Odznaka za Rany i Kontuzje z dwiema gwiazdkami[38]
- Medal Obrony[2]